# Evelyn Morrison
Evelyn Morrison (né le 1er août 1902 et mort le 1er août 1902) était un joueur de football écossais.

## Biographie
On connait peu de choses sur sa carrière de footballeur, mais on sait qu'il a notamment évolué dans les clubs du championnat écossais du Falkirk Football Club.
Avec l'équipe de Falkirk, il finit meilleur buteur de la Scottish Football League Division One lors de la saison 1928–29 avec 39 buts, ce qui reste encore à ce jour le record du plus grand nombre de buts inscrits en une seule saison par un joueur du Falkirk FC.

## Palmarès
Falkirk FC
- Meilleur buteur du Championnat d'Écosse de football (1) :
  - 1929: 43 buts.